# Криничное (Кировоградская область)
Крини́чное (укр. Криничне) — село в Устиновской поселковой общине Кропивницкого района Кировоградской области Украины.
Население по данным на 01.01.2025 составляет 738 человек.
До 2020 года входило в Устиновский район
Население по переписи 2001 года составляло 1068 человек. Почтовый индекс — 28630. Телефонный код — 5239. Код КОАТУУ — 352588670